# Severobanátský okruh
Severobanátský okruh (srbsky Severnobanatski okrug, cyrilicí  Севернобанатски округ, chorvatsky Sjevernobanatski okrug, maďarsky Észak Bánsági Körzet, slovensky Severobanátsky okres, rusínsky Сивернобанатски окрух, rumunsky Districtul Banatul de Nord) se rozkládá na severu Srbské autonomní oblasti Vojvodina. Okruhem protéká řeka Tisa, dělící jeho území na část ležící v Bačce, k níž zde náleží 3 opštiny; a část ležící v Banátu, k němuž zde náleží také 3 opštiny. V roce 2002 zde žilo 165 881 obyvatel. Správní centrum je ve městě Kikinda.

## Správní členění
- Opštiny ležící v Bačce:
  - Ada
  - Kanjiža (maď. Magyarkanizsa)
  - Senta (maď. Zenta)

- Opštiny ležící v Banátu:
  - Čoka (maď. Csóka)

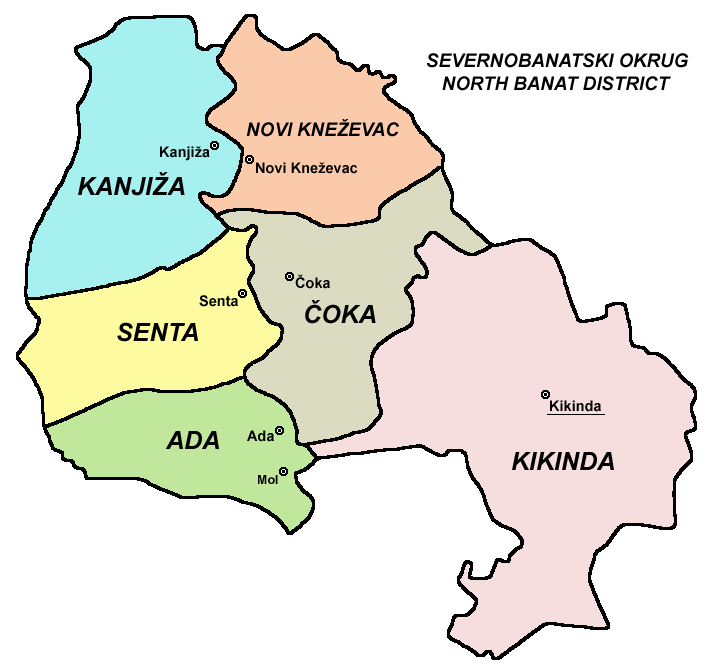
Mapa Severobanátského okruhu

  - Novi Kneževac (maď. Törökkanizsa)
  - Kikinda (maď. Nagykikinda)

Opštiny se dále člení na 50 obcí.

## Etnické skupiny
- Maďaři (47.35%)
- Srbové (43.55%)
- Cikáni (2.37%)
- Jugoslávci (1.81%)